# 2,4,6-Trichlorbenzoylchlorid
2,4,6-Trichlorbenzoylchlorid (auch bekannt als das Yamaguchi-Reagenz oder kurz TCBC) ist eine dreifach chlorierte aromatische Verbindung aus der Gruppe der Carbonsäurechloride.

## Darstellung
Die Darstellung von 2,4,6-Trichlorbenzoylchlorid wurde von Masaru Yamaguchi 1979 beschrieben. Dabei wird 2,4,6-Trichloranilin in einer Sandmeyer-Reaktion zu 2,4,6-Trichlorbenzonitril umgesetzt. Durch Hydrolyse des Nitrils erhält man die 2,4,6-Trichlorbenzoesäure, die mit Thionylchlorid zu 2,4,6-Trichlorbenzoylchlorid umgesetzt wird.
Alternativ kann 2,4,6-Trichlorbenzoylchlorid durch Reaktion von 1,3,5-Trichlorbenzol mit Butyllithium unter Kohlenstoffdioxid-Atmosphäre und anschließender Umsetzung mit Thionylchlorid dargestellt werden.

## Verwendung
2,4,6-Trichlorbenzoylchlorid findet im Yamaguchi-Verfahren zur Herstellung von Makroliden Anwendung.